# ニンジャ・アベンジャーズ
『ニンジャ・アベンジャーズ』（原題: Ninja: Shadow of a Tear、別題: Ninja II）は、2013年にアメリカ合衆国で製作されたアクション映画。2009年に製作された映画『NINJA』の続編。出演はスコット・アドキンス、ケイン・コスギ、肘井美佳、菅田俊。監督はアイザック・フロレンティーンが務めた。
アメリカ合衆国では、2013年9月20日にオースティンで開かれた映画祭『ファンタスティック・フェスト』にて限定公開された後、同年12月17日にオンデマンド配信が、同年12月31日にソフト発売がなされた。日本では2015年3月28日に劇場公開。後、DVD、Blu-Rayが発売された。
アクション・エリート賞2013年度の年間ベスト・アクション映画賞受賞作品。

## キャスト
※括弧内は日本語吹替
- ケイシー - スコット・アドキンス（藤真秀）
- 中原 - ケイン・コスギ（中川慶一）
- 武田波子 - 肘井美佳（藤田奈央）
- ゴロー - 菅田俊（廣田行生）
- サン将軍 - ヴィタヤ・パンスリンガム（藤巻大悟）
- マイク - ムケーシュ・バット（西谷修一）
- ミヤット - ティム・マン（前田弘喜）
- ルーカス - ジョード・エル・ベルニ（笠間淳）
- 師範代 - ショーゴ・タニカワ
- ヒロシ - 北本崇人